# Frog cake
O frog cake é uma sobremesa tradicional australiana no formato de uma cabeça de rã, composta por pão de ló e creme coberto com pasta americana. O doce foi criado pela  Padaria Balfours por volta do ano de 1923 e logo tornou-se um doce popular na Austrália Meridional. Originalmente, os bolos de rã estavam disponíveis exclusivamente na cor verde, mas com o passar dos anos, o marrom e o rosa foram adicionados à linha. Desde então, outras variações foram desenvolvidas, inclusive variedades sazonais (como bonecos de neve e “pintinhos” de Páscoa).
O frog cake foi chamado de “exclusivamente austro-australiano” e tem sido usado para promover o estado. Em reconhecimento à sua importância cultural, em 2001, o frog cake foi listado como um ícone do patrimônio da Austrália Meridional pelo Fundo Nacional da Austrália Meridional [en].

## História
Localizada na cidade de Adelaide, na Austrália, a  padaria Balfours não atribui a invenção do bolo a uma única pessoa ou ano. Especulam que John Gordon Balfour pode ter sido inspirado por petit fours cobertos de fondant em uma visita realizada a Paris, na França, em 1923. O frog cake foi uma das muitas “fantasias variadas” à base de pasta americana, introduzido em uma época em que os salões de chá ainda eram populares na cidade.
Com sua popularização, rapidamente, o doce tornou-se uma marca conhecida da Balfours. Tradicionalmente, o produto é vendido apenas na Austrália Meridional, embora agora também seja vendido em Vitória, na Nova Gales do Sul e em Queensland.
Os frog cakes originais eram de cor verde, e a cor verde continua sendo a mais popular das opções, porém as versões de chocolate e rosa foram posteriormente adicionadas à linha. Além disso, embora o motivo do sapo seja predominante, ocasiões especiais resultaram em designs ligeiramente diferentes, como os bolos de Papai Noel e Boneco de Neve lançados durante o Natal e os bolos “Chick” na Páscoa. Os frog cakes também foram lançados com as cores do Adelaide Football Club.
Historicamente, o frog cake tem sido um ponto alto para a Balfours. Quando a empresa foi colocada em concordata no ano de 2000, uma coluna na revista The Advertiser, escrita por Rex Jory [en], pedia que as pessoas apoiassem a empresa comprando os bolos e, em resposta, as vendas dobraram, atingindo um 'recorde histórico'. No ano de 2001, o frog cake foi registrado como um ícone da Austrália Meridional pelo Fundo Nacional da Austrália Meridional [en].
O sucesso do frog cake levou diversas imitações e, em resposta, a Balfours patenteou tanto o nome quanto o formato do produto como marca registrada em 2001.

## Composição

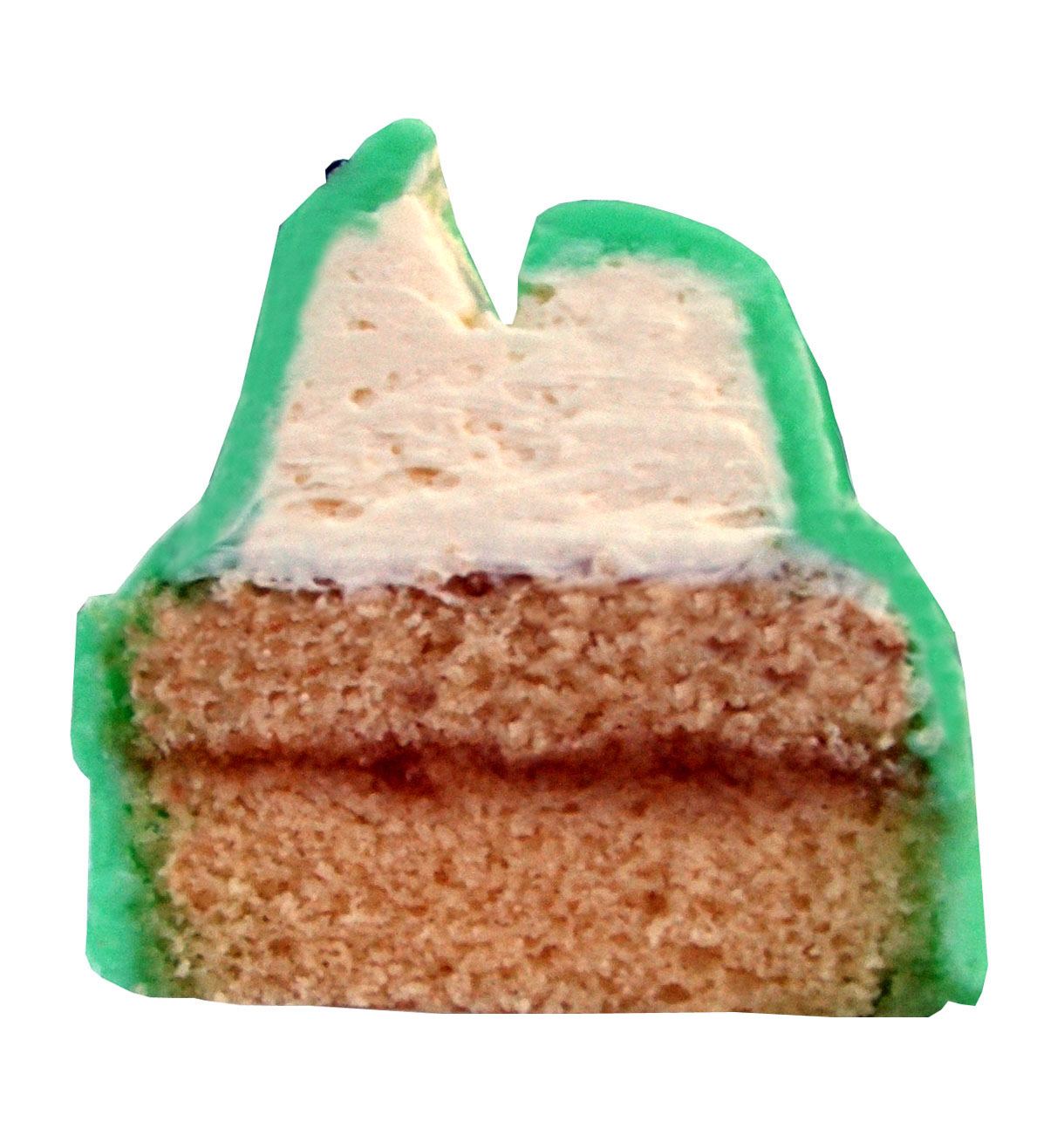
Uma foto lateral de um frog cake, mostrando a estrutura interna.

O frog cake é uma sobremesa pequena com o formato de um sapo com a boca aberta, consistindo em uma base de pão de ló com um centro de geleia, coberto com creme artificial e coberto com uma camada espessa de cobertura de pasta americana. A receita atual permanece idêntica à utilizada quando o bolo foi produzido pela primeira vez na década de 1920.
Quando fabricado, grandes camadas de pão de ló são combinadas e cortadas mecanicamente, cobertas com o pasta americana, e a boca é então formada com auxílio de uma faca quente. Olhos de pasta americana de uma cor contrastante são adicionados manualmente à cabeça, e a sobremesa completa é apresentada em um pote de papel. Normalmente a pasta americana está disponível nas cores de marrom, verde ou rosa, mas para ocasiões especiais as cores podem incluir variações como vermelho e amarelo.

## Popularização
O frog cake foi chamado de “exclusivamente  austro-australiano”, e há muito tempo é considerado um ícone da Austrália Meridional, às vezes, é usada para ajudar a promover o estado. Em 2001, frog cakes foram oferecidos aos juízes durante a apresentação final de Joan Hall em uma tentativa bem-sucedida de ganhar os Jogos Mundiais dos Policiais e Bombeiros de 2007 para Adelaide.
Apesar do reconhecimento do frog cake pelo Fundo Nacional da Austrália Meridional, o bolo também foi alvo de sugestões irônicas e satíricas para a construção de monumentos em reconhecimento ao frog cake, pelo radialista Peter Goers [en].

## Na cultura popular
Os frog cakes aparecem no filme australiano de 2023, Emotion Is Dead, escrito e dirigido por Pete Williams [en].

## Bolos similares

### Dinamarca
O Frøkage (“bolo de sapo”) dinamarquês remonta pelo menos à década de 1950. Durante a década de 1970, ele ficou conhecido como Kajkage (“bolo Kaj”), em homenagem ao personagem Kaj, o sapo, no programa de televisão infantil dinamarquês Kaj & Andrea [en]. Visualmente semelhante ao bolo australiano, ele tem um fundo fino de macaron no lugar de pão de ló e é coberto com marzipã verde ao invés de pasta americana.